# 环球电视网 (美国)
环球电视网 （西班牙語：Univision） 是一个美国西班牙语免费电视网络，由环球电视通讯拥有。 它是该国最大的西班牙语内容提供商，其次是美国竞争对手世界电视网。该网络的节目主要针对西班牙裔美国人，包括电视剧和其他戏剧系列，体育，情景喜剧，现实和综艺系列，新闻节目以及进口西班牙语故事片。 环球电视网总部位于纽约市曼哈顿中城，其主要工作室，生产设施和业务运营位于佛罗里达州多拉（靠近迈阿密）。
2021年4月，特莱维萨与環球電視宣佈旗下內容業務將合并，合併完成後會成為全球最大的西班牙语媒体公司。